# Xanthoparmelia kleinswartbergensis
Xanthoparmelia kleinswartbergensis är en lavart som beskrevs av Elix. Xanthoparmelia kleinswartbergensis ingår i släktet Xanthoparmelia och familjen Parmeliaceae.   Inga underarter finns listade i Catalogue of Life.